# ジョージ・アトキンソン (アメリカンフットボール)
ジョージ・アトキンソン（George "Butch" Henry Atkinson 1947年1月4日- ）はジョージア州サバンナ出身の元アメリカンフットボール選手。彼の現役時代は現在のルールと異なりボールが空中にある間はバンプ・アンド・ランカバレッジが可能であり、彼は"HOOK"と呼ばれる、レシーバーの首の周りに腕をまきつけるようにタックルする方法を生み出した。なお現在こうしたプレーはルールで禁止されている。

## 経歴

### 現役時代
モリス・ブラウン・カレッジでディフェンスバック、キックオフリターナーとしてプレーした後、1968年にドラフト7巡でAFLのオークランド・レイダースに入団した。その後AFLとNFLの統合を経てレイダースでは1977年までプレーし第11回スーパーボウルの優勝メンバーとなっている。
1968年、36回のパントリターンで490ヤード、2TDをあげた。また32回のキックオフリターンでAFLトップの25.1ヤードをマークした。またコーナーバックとして4インターセプトをあげる活躍を見せたが、新人王はシンシナティ・ベンガルズのポール・ロビンソンに取られた。同年のバッファロー・ビルズ戦ではレイダースの1試合におけるパントリターン記録となる205ヤードをリターンした。レイダース在籍中のインターセプトは歴代5位の30回。
1969年は、コーナーバックからストロングセイフティにコンバートされた。この年キックオフリターンは16回に減ったが、パントリターンは25回、2インターセプトで1TDをあげた。
彼はキックオフリターナー、パントリターナーとしても活躍した。1973年のスティーラーズとのディビジョナルプレーオフでは自陣33ヤードでパントを捕球した彼は敵陣45ヤードまでのパントリターンを見せたが15ヤード罰退の反則が味方にあり、このリターンは取り消された。この試合で彼はテリー・ブラッドショーのパスをインターセプトしている。
1973年にはNFLトップの41パントリターンを記録した。
1975年シーズンのプレーオフ、ピッツバーグ・スティーラーズとのAFCチャンピオンシップゲームで彼は相手WRのリン・スワンに激しいヒットをして脳震盪を引き起こさせた。
また翌1976年のレギュラーシーズンの試合でも彼はリン・スワンへのパスを阻止するために彼の後頭部に激しいエルボースマッシュを見舞った。このヒットでスワンは脳震盪を起こし意識を失った。この試合後、スティーラーズのヘッドコーチ、チャック・ノールとスティーラーズはアトキンソンを裁判で訴えた。最終的にこの裁判で彼は敗訴している。
1977年シーズン終了後、いったん引退したが、1979年に現役復帰し、デンバー・ブロンコスで6試合に出場した。

## 現役引退後
彼は後に現役当時は現在のように脳震盪について詳しく知ることができなかったと告白している。また2009年にベン・ロスリスバーガーが脳震盪の影響でチームにとって大切なボルチモア・レイブンズとの一戦を欠場することをチームが決定した際にハインズ・ウォードが不満を漏らしたことに対して、彼の現役当時はプレーできる状態であるのに欠場するようなことはなかったと理解を示している。
現在彼はレイダースの試合前後のラジオ番組のコメンテーターとして出演している。
彼の息子であるジョージ・アトキンソン・ジュニアは現在USC、カリフォルニア大学、UCLA、ワシントン大学、オレゴン大学などからリクルーティングを受けている。